# Lesmo

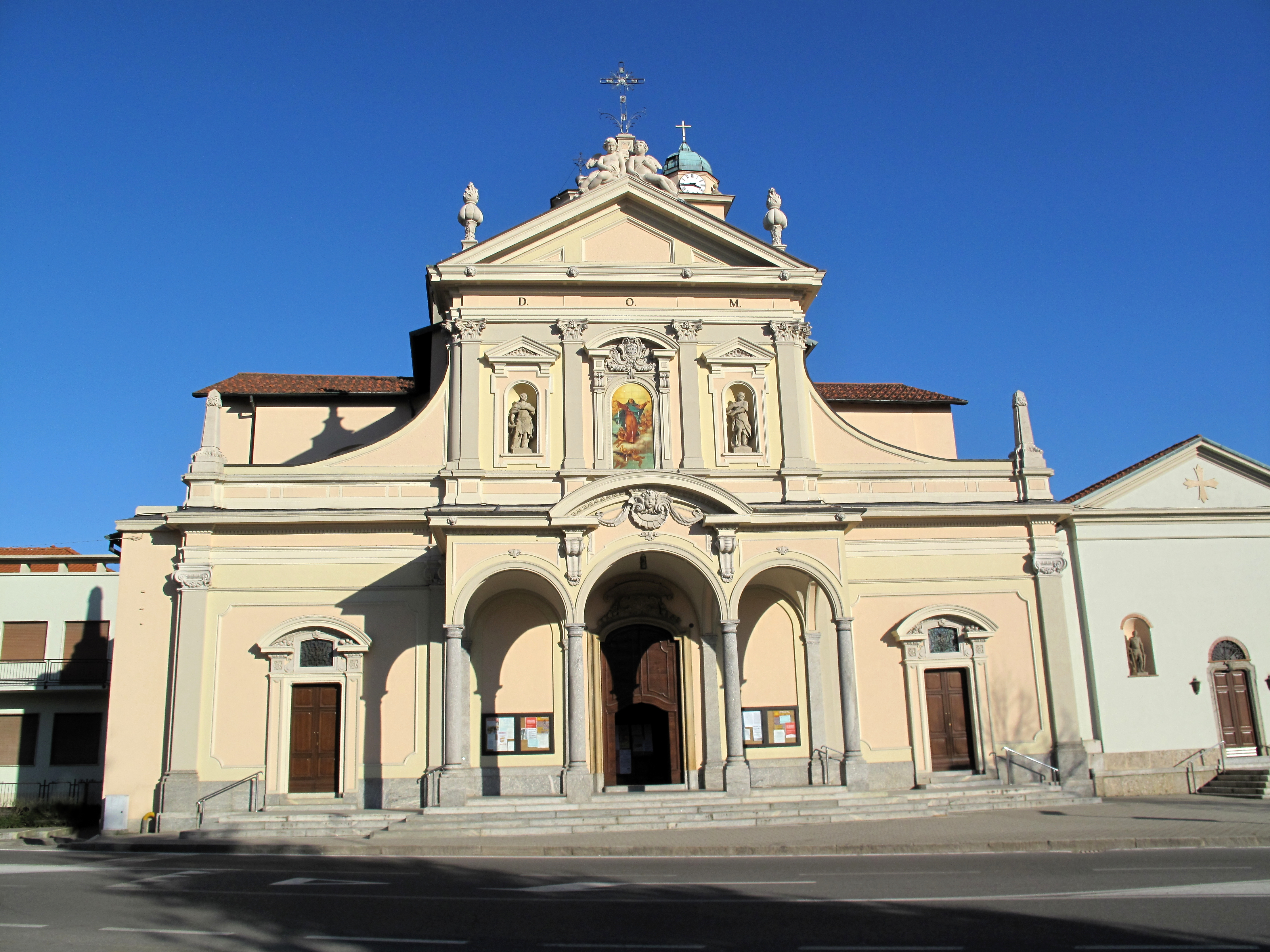
Parochialkirche Mariä Himmelfahrt in Lesmo

Lesmo ist eine norditalienische Gemeinde (comune) mit 8351 Einwohnern (Stand 31. Dezember 2023) in der Provinz Monza und Brianza in der Lombardei. Die Gemeinde liegt etwa 8 Kilometer nordnordöstlich von Monza und etwa 22 Kilometer nordnordöstlich von Mailand östlich des Lambro am Parco della Valle del Lambro. Die Gemeinde grenzt unmittelbar an die Provinz Lecco. 

## Geschichte
Eine feste Siedlung ist bereits für das erste Jahrhundert vor Christus nachgewiesen. Die Siedlung hieß möglicherweise Ledesmunus oder Ledexismunus. 

## Wirtschaft und Verkehr
Der japanische Motorradhersteller Yamaha unterhält hier einen Standort für den Rennsport. Die Nähe zur Rennstrecke Autodromo Nazionale Monza war dafür ausschlaggebend. An der Bahnstrecke Monza–Molteno besteht ein Haltepunkt mit der Nachbargemeinde Biassono (Biassono-Lesmo Parco). Ein räumlich getrennter Haltepunkt besteht ferner an der Bahnstrecke Seregno–Ponte San Pietro.